# Степной Зай (посёлок)
Степной Зай  — поселок в Лениногорском районе Татарстана. Входит в состав Письмянского сельского поселения.

## География
Находится в юго-восточной части Татарстана на расстоянии приблизительно 5 км на северо-восток по прямой от районного центра города Лениногорск.

## История
Основан в 1880 году.

## Население
Постоянных жителей было: в 1889—107, в 1900 — 94, в 1910—116, в 1926—198, в 1938—123, в 1949 — 67, в 1958 — 75, в 1970 — 99, в 1979 — 72, в 1989 — 45, в 2002 году 113 (русские 46 %, татары 32 %), в 2010 году 117.